# Comfy Cakes
『Comfy Cakes』（コムフィ ケークス）は、Windows Vistaから標準搭載されているPurble Placeに含まれる3つのゲームのうちの一つ。目的は注文されたケーキをいかにして失敗を少なく、かつ早く作ることである。

## ルール
- 練習は1段重ねのケーキを5個、一度に1個だけ作る（失敗3個で負け）。
- 中級は2段重ねのケーキを5個、一度に複数個作る（一度に1個だけ作るオプションあり、失敗3個で負け）。
- 上級は3段重ねのケーキを6個、一度に複数個作る（一度に1個だけ作るオプションあり、失敗2個で負け）。

3段重ねのケーキを6個、一度に複数個作るのが正式である。

## ハイスコア
練習1650点、中級2250点、上級3600点